# Угуєв Заур Різванович
Зау́р Різва́нович Угу́єв (рос. Угуев Заур Ризванович, нар. 27 березня 1995, Хасав'юрт, Дагестан, Росія) — російський борець вільного стилю, олімпійський чемпіон, дворазовий чемпіон світу, призер чемпіонатів Європи. Член ЦСКА. 
Відібраний як "нейтральний" спортсмен для участі в Олімпіаді 2024 року в Парижі, однак має членство в ЦСКА, що заборонено правилами. 

## Спортивні результати на міжнародних змаганнях

### Виступи на Олімпіадах
| Змагання                    | Збірна                     | Вагова категорія          | Місце  |
| --------------------------- | -------------------------- | ------------------------- | ------ |
| Літні Олімпійські ігри 2020 | Олімпійський комітет Росії | вільна боротьба, до 57 кг | Золото |

### Виступи на чемпіонатах світу
| Змагання                        | Збірна                     | Вагова категорія          | Місце  |
| ------------------------------- | -------------------------- | ------------------------- | ------ |
| Чемпіонат світу з боротьби 2017 | Росія                      | вільна боротьба, до 57 кг | 23     |
| Чемпіонат світу з боротьби 2018 | Росія                      | вільна боротьба, до 57 кг | Золото |
| Чемпіонат світу з боротьби 2019 | Росія                      | вільна боротьба, до 57 кг | Золото |
| Чемпіонат світу з боротьби 2023 | Допущені нейтральні атлети | вільна боротьба, до 57 кг | 5      |
| Чемпіонат світу з боротьби 2024 | Допущені нейтральні атлети | вільна боротьба, до 61 кг | 5      |

### Виступи на Чемпіонатах Європи
| Змагання                         | Збірна                     | Вагова категорія          | Місце  |
| -------------------------------- | -------------------------- | ------------------------- | ------ |
| Чемпіонат Європи з боротьби 2017 | Росія                      | вільна боротьба, до 57 кг | Бронза |
| Чемпіонат Європи з боротьби 2018 | Росія                      | вільна боротьба, до 57 кг | Срібло |
| Чемпіонат Європи з боротьби 2025 | Допущені нейтральні атлети | вільна боротьба, до 61 кг | Золото |

### Виступи на Європейських іграх
| Змагання              | Збірна | Вагова категорія          | Місце  |
| --------------------- | ------ | ------------------------- | ------ |
| Європейські ігри 2019 | Росія  | вільна боротьба, до 57 кг | Бронза |

### Виступи на Кубках світу
| Змагання                    | Збірна | Вагова категорія          | Місце  |
| --------------------------- | ------ | ------------------------- | ------ |
| Кубок світу з боротьби 2020 | Росія  | вільна боротьба, до 57 кг | Золото |

### Виступи на інших змаганнях
| Змагання                                    | Збірна | Вагова категорія          | Місце  |
| ------------------------------------------- | ------ | ------------------------- | ------ |
| Турнір Алі Алієва 2016                      | Росія  | вільна боротьба, до 57 кг | 5      |
| Інтерконтинентальний кубок з боротьби 2016  | Росія  | вільна боротьба, до 57 кг | Золото |
| Міжнародний турнір Дінмухамеда Кунаєва 2016 | Росія  | вільна боротьба, до 57 кг | Бронза |
| Гран-прі «Іван Яригін» 2017                 | Росія  | вільна боротьба, до 57 кг | Золото |
| Турнір Яшара Догу 2017                      | Росія  | вільна боротьба, до 57 кг | Бронза |
| Чемпіонат Росії з вільної боротьби 2017     | Росія  | вільна боротьба, до 57 кг | Золото |
| Інтерконтинентальний кубок з боротьби 2017  | Росія  | вільна боротьба, до 57 кг | Золото |
| Турнір Аланії з боротьби 2017               | Росія  | вільна боротьба, до 57 кг | Срібло |
| Міжнародний турнір Дінмухамеда Кунаєва 2017 | Росія  | вільна боротьба, до 57 кг | Золото |
| Гран-прі «Іван Яригін» 2018                 | Росія  | вільна боротьба, до 57 кг | Золото |
| Турнір Дана Колова — Николи Петрова 2018    | Росія  | вільна боротьба, до 57 кг | Золото |
| Чемпіонат Росії з вільної боротьби 2018     | Росія  | вільна боротьба, до 57 кг | Золото |
| Турнір Алі Алієва 2019                      | Росія  | вільна боротьба, до 57 кг | Золото |
| Чемпіонат Росії з вільної боротьби 2020     | Росія  | вільна боротьба, до 57 кг | Золото |
| Чемпіонат Росії з вільної боротьби 2021     | Росія  | вільна боротьба, до 57 кг | Золото |
| Турнір міста Сассарі з боротьби 2021        | Росія  | вільна боротьба, до 61 кг | Золото |

### Виступи на змаганнях молодших вікових груп
| Змагання                                      | Збірна | Вагова категорія          | Місце  |
| --------------------------------------------- | ------ | ------------------------- | ------ |
| Чемпіонат світу з боротьби серед кадетів 2011 | Росія  | вільна боротьба, до 42 кг | Золото |
| Чемпіонат світу з боротьби серед кадетів 2012 | Росія  | вільна боротьба, до 46 кг | Золото |